# Википедия на языке хинди
Википедия на языке хинди (хинди हिन्दी विकिपीडिया) — языковой раздел Википедии на языке хинди.
Был создан 11 июля 2003 года, первые статьи появились в августе. Раздел использует алфавит деванагари, набирать в котором можно латинскими буквами, которые «на лету» преобразуются в нужные символы.
Несмотря на то, что язык хинди по количеству владеющих (600—900 млн в той или иной степени, из них от 350 до 480 млн — родной) является одним из самых распространённых в мире, раздел сперва отставал по количеству статей от разделов на других языках Индии (телугу, бенгальской, и бишнуприя-манипури), однако впоследствии вышел среди них на первое место.
На 1 октября 2009 года в разделе была зарегистрирована 19 741 учётная запись участников.
На 20 марта 2010 года количество статей в разделе хинди составляло 53 900 (43-е место среди всех разделов Википедии). «Глубина» статей равна 249,3.
В июле 2010 года Google объявил, что они начали работать с участниками Википедии на хинди, чтобы переводить статьи с английского языка на хинди, используя комбинацию Google Translate и ручную проверку.  Объём переведённого таким образом теста составил порядка 600 тысяч слов, и раздел вырос почти на 20 %.

## История
- 14 марта 2007 количество статей в разделе превысило 10 тысяч.
- 14 сентября 2009 —  50 тысяч статей.
- 30 августа 2011 — 100 000-я статья.